# Horsington (Lincolnshire)
Horsington – wieś i civil parish w Anglii, w Lincolnshire, w dystrykcie East Lindsey. W 2011 roku civil parish liczyła 242 mieszkańców. Horsington jest wspomniana w Domesday Book (1086) jako Horsi(n)tone.